# Sulgen (Schramberg)
Sulgen bzw. Bergvorstadt Sulgen ist ein Stadtteil der Stadt Schramberg im Landkreis Rottweil in Baden-Württemberg.
In offiziellen Kartenwerken wird Sulgen als Bergvorstadt Sulgen, Schramberg-Sulgen oder Schramberg Stadtteil Sulgen bezeichnet. Sulgen war eine politische Gemeinde in Württemberg, die nur von 1934 bis 1939 bestand. Sulgen entstand aus den vormals unabhängigen Gemeinden Sulgen und Sulgau. Im örtlichen Dialekt heißt der Ort bis heute „Sulga“ bzw. „Sulge“. Der Name geht auf ein althochdeutsches Wort sul zurück, das „sumpfige Stelle, Wasserlache“ bedeutet. Die Bedeutung steckt heute noch im Wort Suhle für Wasserlachen, in denen sich Wildschweine wälzen. Der Hausberg von Sulgen ist der Sulgener Berg, auf diesem befindet sich auch der Wasserturm Sulgen.

## Geschichte

### Sulgau
Sulgau war eine altwürttembergische Gemeinde und evangelische Pfarrei (Sulgau-Schönbronn). 1444 verkaufte Konrad von Falkenstein seine Besitzungen Sulgau und Schönbronn an Graf Ludwig von Württemberg. 1535 setzte sich in württembergischen Gebieten die Reformation durch, und bis zu der Vereinigung mit dem katholischen Sulgen 1934 blieb die Gemeinde eine vornehmlich protestantische Gemeinde. Das besondere an Sulgau war, dass Sulgau selbst keine Kirche hatte und die Gläubigen zu Fuß in das rund sieben Kilometer entfernte Schönbronn wandern mussten. Dieser Zustand wurde erst 1957 behoben, als im vereinigten Sulgen eine evangelische Kirche gebaut wurde.

### Sulgen
Aus der Kapelle St. Wendelin südlich der alten Steige entwickelte sich auf der Hochfläche am Eck (heutiger Eckenhof) die spätere Siedlung und katholische Pfarrei Sulgen mit der Kirche St. Laurentius. Sulgen war immer katholischer Bestandteil der Herrschaft Schramberg. In Sulgen entwickelte sich auch um die Kirche St. Laurentius ein dörflicher Kern mit Kirchplatz und Schule. Dieser Dorfkern hat heute noch Bestand.

### Zeit von 1934 bis 1939
Das aus Sulgen und Sulgau vereinigte Sulgen erlebte nur eine kurze Zeit der politischen Selbstständigkeit. Es wurde 1939 von den Nationalsozialisten mit Schramberg zwangsvereinigt. Diese Zeit ist auch eng mit dem Namen von David Deiber, dem ersten Bürgermeister des vereinigten Sulgen, verbunden. David Daiber wurde von den Nationalsozialisten im Konzentrationslager Dachau ermordet. An David Daiber erinnert heute die David-Daiber-Straße, die das Neubaugebiet Eckenhof mit der neuen Staige verbindet.

### Nachkriegszeit
Die Bergvorstadt Sulgen erlebte in der Nachkriegszeit einen rasanten Wandel. Das Siedlungsgebiet veränderte sich stetig, in den 1950er- und 1960er-Jahren wuchsen die ehemals getrennten Siedlungen Sulgen und Sulgau entlang der Sulgauerstraße zu einem geschlossenen Siedlungsbild zusammen. In den 1960er- und 1970er-Jahren wurde das Neubaugebiet Eckenhof durch die Schramberger Wohnungsbau erschlossen, zugleich begann man mit der Anlage des Industriegebietes zwischen dem ehemaligen Sulgau und Heiligenbronn. Sulgen ist inzwischen zum demographischen Wachstumsmotor von Schramberg geworden. Ein Großteil der industriellen Produktion von Schramberg befindet sich inzwischen auf dem Sulgen. Die konfessionellen Grenzen sind geglättet worden bzw. spielen keine Rolle mehr. Das vereinigte Sulgen hat in den letzten 50 Jahren sein Siedlungsgebiet dramatisch verändert. Die ehemals dörflichen Strukturen des katholisch-bissingschen Sulgens und evangelisch-württembergischen Sulgaus sind quasi verschwunden.

## Kultur und Sehenswürdigkeiten

### Bauwerke
- Der Wasserturm Sulgen wurde 1960 auf den Sulgener Berg errichtet.
- Die Alte St.-Laurentius-Kirche mit Kirchturm aus dem 13. Jahrhundert, wird seit 1967 nicht mehr für Gottesdienste genutzt.[2]
- Die Neue St.-Laurentius-Kirche (römisch-katholisch, 1967 geweiht, nach Plänen des Architekten Karl Hans Neumann).[3]
- Die Kirche Mariä Verkündigung (Priesterbruderschaft St. Pius X.) wurde 2012 fertiggestellt.[4]

### Natur
Auf dem Sulgen befindet sich der Wiesenwaldweiher; das Vogtsbächle und der Göttelbach haben ihre Quelle in der Gemarkung.

## Verkehr
Sulgen und die Schramberger Kernstadt im Tal verbindet die Bundesstraße 462 und ist in diesem Teilstück vierspurig ausgebaut. Die B462 führt von Rastatt nach Rottweil. Die Straßenmeisterei Schrambergs, die u. a.für Instandhaltung der Bundesstraßen zuständig ist, befindet sich auf dem Sulgen.

## Persönlichkeiten, die mit dem Sulgen verbunden sind
- David Deiber (1880–1939), sozialdemokratischer Stadtrat und Schultheiß von Sulgen, im KZ Dachau ermordet
- Guido Rebstock (* 1956 oder 1957), politischer Beamter (SPD), wuchs auf dem Sulgen auf
- Uta-Maria Heim (* 1963), Schriftstellerin, Krimi-Autorin. Die Autorin wuchs auf dem Sulgen auf, teilweise spielen ihre Krimis auch auf dem Sulgen.
- Susanne Andreae (* 1964), Buchautorin, Ärztin, wuchs auf dem Sulgen auf
- Christophe Neff (* 1964), Geograph, wuchs auf dem Sulgen auf
- Kerstin Andreae (* 1968), Politikerin von Bündnis 90/Die Grünen und MdB, wuchs auf dem Sulgen auf